# Loretto (Pensilvânia)
Loretto é um distrito localizado no estado norte-americano de Pensilvânia, no Condado de Cambria.

## Demografia
Segundo o censo norte-americano de 2000, a sua população era de 1190 habitantes.
Em 2006, foi estimada uma população de 1259, um aumento de 69 (5.8%).

## Geografia
De acordo com o United States Census Bureau tem uma área de
2,6 km², dos quais 2,6 km² cobertos por terra e 0,0 km² cobertos por água.

## Localidades na vizinhança
O diagrama seguinte representa as localidades num raio de 12 km ao redor de Loretto.